# Landry Bonnefoi
Pour les articles homonymes, voir Bonnefoi.
Landry Bonnefoi, né le 20 septembre 1983 à Villeparisis, en Seine-et-Marne, est un footballeur français qui joue en tant que gardien de but.

## Biographie
Bonnefoi est acheté par le club piémontais de la Juventus à l'AS Cannes en 2001. Bonnefoi passe alors deux saisons à jouer dans l'équipe jeune de la Juve. Lors de la saison 2003-2004, il est prêté à une autre club italien, le FC Messine, mais ne joue qu'un seul match officiel avec les siciliens. Il est de retour de prêt en 2004.
En 2006, désirant du temps de jeu, il est prêté dans le club de Ligue 2 du FC Metz, l'équipe lorraine bénéficiant même de l'option achat définitif à la fin de la saison.
En 2007, il quitte finalement définitivement l'Italie pour rejoindre les bourguignons du Dijon FCO avec qui il joue vingt-quatre rencontres en deux saisons.
Lors de l'intersaison 2009, il participe au stage de l'UNFP destiné aux joueurs sans contrat, avant de signer un contrat avec l'Amiens Sporting club pour 3 ans, il monte de division en 2011 de National à la Ligue 2 mais la saison qui suit Amiens termine 20e de la Ligue 2.
En août 2012, il signe en faveur du SC Bastia un contrat d'une saison plus une en option.
En août 2013, il signe un contrat avec La Berrichonne  de Châteauroux. Il y reste deux saisons avant que le club ne soit obligé de déposer le bilan en 2015. Après quoi il est libéré de son contrat.
En juillet 2016 et après un an sans club, il arrive au Racing Club de Strasbourg, tout juste promu en Ligue 2, pour un an.
Après 2 années à Strasbourg en tant que doublure et des contacts avec le Stade lavallois en National, il signe fin août 2018 en faveur du club Luxembourgeois de 1re division : F91 Dudelange.

## Statistiques
| Saison                | Club                  | Championnat           | Championnat | Championnat | Coupe nationale | Coupe nationale | Coupe de la Ligue | Coupe de la Ligue | Total | Total |
| Saison                | Club                  | Division              | M.          | B.          | M.              | B.              | M.                | B.                | M.    | B.    |
| 2003-2004             | FC Messine (prêt)     | Serie B               | 1           | 0           | -               | -               | -                 | -                 | 1     | 0     |
| Sous-total            | Sous-total            | Sous-total            | 1           | 0           | 0               | 0               | 0                 | 0                 | 1     | 0     |
| 2004-2005             | Juventus FC           | Serie A               | 0           | 0           | -               | -               | -                 | -                 | 0     | 0     |
| 2005-2006             | Juventus FC           | Serie A               | 0           | 0           | -               | -               | -                 | -                 | 0     | 0     |
| Sous-total            | Sous-total            | Sous-total            | 0           | 0           | 0               | 0               | 0                 | 0                 | 0     | 0     |
| 2006-2007             | FC Metz (prêt)        | Ligue 2               | 1           | 0           | 1               | 0               | 1                 | 0                 | 3     | 0     |
| Sous-total            | Sous-total            | Sous-total            | 1           | 0           | 1               | 0               | 1                 | 0                 | 3     | 0     |
| 2007-2008             | Dijon FCO             | Ligue 2               | 4           | 0           | 2               | 0               | -                 | -                 | 6     | 0     |
| 2008-2009             | Dijon FCO             | Ligue 2               | 20          | 0           | 1               | 0               | -                 | -                 | 21    | 0     |
| Sous-total            | Sous-total            | Sous-total            | 24          | 0           | 3               | 0               | 0                 | 0                 | 27    | 0     |
| 2009-2010             | Amiens SC             | National              | 36          | 1           | 2               | 0               | 2                 | 0                 | 40    | 1     |
| 2010-2011             | Amiens SC             | National              | 38          | 0           | -               | -               | 1                 | 0                 | 39    | 0     |
| 2011-2012             | Amiens SC             | Ligue 2               | 32          | 0           | -               | -               | 3                 | 0                 | 35    | 0     |
| Sous-total            | Sous-total            | Sous-total            | 106         | 1           | 2               | 0               | 6                 | 0                 | 114   | 1     |
| 2012-2013             | SC Bastia             | Ligue 1               | 8           | 0           | 1               | 0               | 2                 | 0                 | 11    | 0     |
| Sous-total            | Sous-total            | Sous-total            | 8           | 0           | 1               | 0               | 2                 | 0                 | 11    | 0     |
| 2013-2014             | LB Châteauroux        | Ligue 2               | 38          | 0           | -               | -               | 1                 | 0                 | 39    | 0     |
| 2014-2015             | LB Châteauroux        | Ligue 2               | 34          | 0           | 3               | 0               | 1                 | 0                 | 38    | 0     |
| Sous-total            | Sous-total            | Sous-total            | 72          | 0           | 3               | 0               | 2                 | 0                 | 77    | 0     |
| 2016-2017             | RC Strasbourg         | Ligue 2               | 2           | 0           | 5               | 0               | 2                 | 0                 | 9     | 0     |
| 2017-2018             | RC Strasbourg         | Ligue 1               | 4           | 0           | 0               | 0               | 1                 | 0                 | 5     | 0     |
| Sous-total            | Sous-total            | Sous-total            | 3           | 0           | 5               | 0               | 3                 | 0                 | 11    | 0     |
| 2018-2019             | F91 Dudelange         | Division 1            | 0           | 0           | 0               | 0               | 0                 | 0                 | 0     | 0     |
| Total sur la carrière | Total sur la carrière | Total sur la carrière | 214         | 1           | 15              | 0               | 14                | 0                 | 243   | 1     |

### Palmarès
Avec le RC Strasbourg, il est champion de France de Ligue 2 en 2017.